# Gambos
Gambos és un municipi de la província de Huíla. Té una extensió de 8.150 km² i 75.988 habitants segons el cens de 2014. Comprèn les comunes de Chiange i Chibemba. Limita al nord amb els municipis de Chibia i Quipungo, a l'est amb el municipi de Matala, al sud amb els municipis de Cahama i Curoca, i a l'oest amb el municipi de Virei. Es troba a 150 km de Lubango i és una estació del Caminho de ferro do Namibe.
La seva població pertany majoritàriament a la tribu Nhaneka. El municipi es caracteritza per un clima semiàrid i poques precipitacions, que són la raó principal per al projecte i la fam que colpeja la població local, majoritàriament ramaders tradicionals.